# Igor Vinícius
Igor Vinícius de Souza (ur. 1 kwietnia 1997 w Sinop) – brazylijski piłkarz występujący na pozycji prawego obrońcy, od 2019 roku zawodnik São Paulo.